# Chiasmognathus gussakovskii
Chiasmognathus gussakovskii är en biart som först beskrevs av Popov 1937.  Chiasmognathus gussakovskii ingår i släktet Chiasmognathus och familjen långtungebin. Inga underarter finns listade i Catalogue of Life.